# Troisdorf
Troisdorf est une ville de Rhénanie-du-Nord-Westphalie (Allemagne), située dans l'arrondissement de Rhin-Sieg, dans le district de Cologne, dans le Landschaftsverband de Rhénanie.

## Histoire
| Appartenances historiques Comté de Berg 1186-1380 Duché de Berg 1380-1512 Abbaye impériale de Michaelsberg 1512–1676 Duché de Berg 1676-1806 Grand-duché de Berg 1806-1813 Royaume de Prusse (Province de Juliers-Clèves-Berg) 1815-1822 Royaume de Prusse (Province de Rhénanie) 1822-1918 République de Weimar 1918–1933 Reich allemand 1933–1945 Allemagne occupée 1945–1949 Allemagne 1949–présent |

La première trace de la ville se retrouve dans un document de Truhtesdorf en 1075.

## Population
La ville compte environ 75 000 habitants. 

## Politique
C'est la CDU qui siège en majorité à la mairie, depuis les dernières élections du 26 septembre 2004.

## Jumelages
La ville de Troisdorf est jumelée avec :
- Évry-Courcouronnes (France) depuis 1972
- Genk (Belgique) depuis 1990
- Heidenau (Allemagne) depuis 1990
- Redcar et Cleveland (Royaume-Uni) depuis 1990
- Corfou (Grèce) depuis 1996
- Nantong (Chine) depuis 1997
- Mushtisht (Kosovo) depuis 2001
- Özdere (Turquie) depuis 2004

## Monuments
- Le musée du Livre et de l'Image dans le château Wissem.
- De nombreux bâtiments à l'architecture moderne.
- Divers parcs dont la « prairie de la Sieg ».

## Économie
L'industrie chimique y est bien implantée. La ville profite de l'influence de l'aéroport Konrad-Adenauer de Cologne/Bonn à proximité.

## Échanges
Pendant la période de la guerre froide, la ville a possédé une caserne occupée par l'armée belge de l'OTAN. À la suite de jumelages avec la ville belge de Genk et avec la ville française d'Évry, des réunions ont eu lieu chaque année entre collégiens de Genk et d'Évry dans le cadre d'échanges entre jeunes Allemands, Belges et Français.